# Comarca de Porto Murtinho
A Comarca de Porto Murtinho é uma comarca brasileira localizada no município de Porto Murtinho, no estado de Mato Grosso do Sul, a 350 quilômetros da capital. 
Sendo de primeira entrância, a comarca atende apenas o município de Porto Murtinho